# باسفرجان
باسفرجان شهری در دهستان شریف‌آباد بخش مرکزی شهرستان سیرجان استان کرمان ایران است.

## جمعیت
بر پایه سرشماری عمومی نفوس و مسکن در سال ۱۳۹۵ جمعیت این مکان ۲٬۷۵۹ نفر (۷۶۵خانوار) بوده‌است.